# پری‌الیکایی باشکوه
پری‌الیکایی باشکوه (نام علمی: Malurus splendens) نام یک گونه از سرده پری‌الیکاییان است.